# FC 카를 차이스 예나
FC 카를 차이스 예나(FC Carl Zeiss Jena)는 1903년에 창단된 독일 튀링겐주의 도시 예나의 축구 팀으로, 현재 레기오날리가 노르도스트에서 활동하고 있다.

## 역사
FC 카를 차이스 예나는 광학렌즈 기업인 칼자이스 공장 축구팀으로 시작하였으며 1960년대에서 1980년대까지 동독의 가장 강력한 팀이었다. 이 기간에 DDR 오버리가와 FDGB-포칼을 각각 3회, 4회 우승하였고 1981년에는 유러피언컵 위너스컵 준우승을 차지하기도 하였다. 1990년에 독일의 통일로 동독의 각종 리그와 컵대회들이 서독에 통폐합되면서 2부 리그 이상으로 오른적이 없으며 현재는 4부 리그인 레기오날리가 노르트오스트에 참가하고 있다.

## 성적
- DDR 오버리가: 우승 3회 (1963, 1968, 1970)
- FDGB-포칼: 우승 4회 (1960, 1972, 1974, 1980)

## 선수 명단

### 현역
참고: FIFA 자격 규정에 따라 소속된 국가대표팀 국기를 표시합니다. 선수는 복수의 FIFA 비회원국 국적을 가지고 있을 수 있습니다.
| 번호 | 포지션 | 국적 | 이름 |
| ---- | ------ | ---- | ---- |

| 번호 | 포지션 | 국적       | 이름                  |
| ---- | ------ | ---------- | --------------------- |
| 28   | MF     | 코소보     | 함자 무카이           |
| 30   | GK     |            | 알렉시오스 데디디스   |
| 32   | DF     | 팔레스타인 | 칼리드 아부 엘 하이자 |

## 역대 감독
| 감독        | 임기 |
| ----------- | ---- |
| 프랑크 엥겔 | 1997 |

## 같이 보기
- 실업팀